# منطقة العاصمة الاتحادية لنيجيريا
منطقة العاصمة الاتحادية هي منطقة اتحادية تقع وسط نيجيريا. وعاصمتها هي أبوجا، عاصمة نيجيريا. وتم تشكيل المنطقة في عام 1976 من أجزاء من ولايات نصراوة، نيجر وكوجى. على عكس ولايات نيجيريا، التي يرأسها حكام منتخبون، تدار من قبل إدارة إقليم العاصمة الفيدرالية، برئاسة وزير يعيّنه الرئيس. واللغة الرسمية هي الإنجليزية.

## التاريخ
تم إنشاء إقليم العاصمة الفيدرالية عند إصدار المرسوم رقم 6 لعام 1976 وقد ظهرت الحاجة إلى إيجاد بديل للعاصمة لاغوس التي أصبحت مزدحمة. وكانت المنطقة التي تم اختيارها كعاصمة جديدة هي أبوجا التي تتمتع بنسبة متساوية من المسلمين والمسيحيين ودرجة عالية من الحياد بين المجموعات العرقية.
كانت الكثافة السكانية قبل استيلاء الحكومة عليها ضعيفة ويبلغ عدد سكانها 120 ألف نسمة يعيشون في 840 قرية.

## الجغرافيا
تقع المنطقة عند التقاء نهر النيجر ونهر بنوي. وتحدها ولايات النيجر من الغرب والشمال وكادونا من الشمال الشرقي ونصراوا من الشرق والجنوب وكوجي من الجنوب الغربي.
وتبلغ مساحة إقليم العاصمة الفيدرالية حوالي 7315 كيلومتر مربع، وتقع داخل منطقة السافانا ذات الظروف المناخية المعتدلة.

### الموارد الطبيعية
وتشمل المعادن الموجودة في إقليم العاصمة الاتحادية الرخام، والقصدير، و الميكا، الدولوميت.

### الحياة البرية
وتوفر تلال منطقة العاصمة الاتحادية موطنًا للعديد من خنازير الأنهار الأحمر، والشيمبانزي، والديكر أحمر الجانب. كما وجدت في غابات المنطقة الفهود، الجماويس، الظباء السمراء، والفيلة.